# Pierwszy gabinet Stanleya Bruce’a
Pierwszy gabinet Stanleya Bruce’a (ang. First Bruce Ministry) – siedemnasty gabinet federalny Australii urzędujący od 9 lutego 1923 do 14 listopada 1925. Był pierwszym w dziejach Australii gabinetem opartym na formalnej koalicji rządowej, zaś jego powstanie uważa się za początek istniejącej do dziś bliskiej współpracy partii prawicowych i agrarnych, określanych jako Koalicja (the Coalition - zapisywane jako nazwa własna).
Powstanie gabinetu było następstwem wyborów w 1922 roku, w których rządząca dotąd samodzielnie Nacjonalistyczna Partia Australii (NPA) zajęła drugie miejsce (wygrała Australijska Partia Pracy) i dla utrzymania władzy musiała zawiązać koalicję z trzecią siłą w parlamencie, Partią Wiejską (CP). Ta ostatnia zgodziła się wejść do rządu wyłącznie pod warunkiem odejścia ze stanowiska dotychczasowego premiera Billy’ego Hughesa. W efekcie szefem rządu został niemający wielkiego doświadczenia politycznego Stanley Bruce, dotychczasowy minister skarbu. Choć w tym okresie w Australii nie istniał jeszcze formalny urząd wicepremiera, de facto rolę tę pełnił Earle Page jako lider mniejszej partii koalicyjnej.

## Skład
| stanowisko                                     | członek gabinetu   | przynależność | od               | do                |
| ---------------------------------------------- | ------------------ | ------------- | ---------------- | ----------------- |
| premier                                        | Stanley Bruce      | NPA           | 9 lutego 1923    | 14 listopada 1925 |
| minister spraw zagranicznych                   | Stanley Bruce      | NPA           | 9 lutego 1923    | 14 listopada 1925 |
| minister skarbu                                | Earle Page         | CP            | 9 lutego 1923    | 14 listopada 1925 |
| minister spraw wewnętrznych i terytoriów       | George Pearce      | NPA           | 9 lutego 1923    | 14 listopada 1925 |
| prokurator generalny                           | Littleton Groom    | NPA           | 9 lutego 1923    | 14 listopada 1925 |
| minister poczty                                | William Gibson     | CP            | 9 lutego 1923    | 14 listopada 1925 |
| minister handlu i ceł                          | Austin Chapman     | NPA           | 9 lutego 1923    | 26 maja 1924      |
| minister handlu i ceł                          | Littleton Groom    | NPA           | 29 maja 1924     | 13 czerwca 1924   |
| minister handlu i ceł                          | Herbert Pratten    | NPA           | 13 czerwca 1924  | 14 listopada 1925 |
| minister zdrowia                               | Austin Chapman     | NPA           | 9 lutego 1923    | 26 maja 1924      |
| minister zdrowia                               | Littleton Groom    | NPA           | 26 maja 1924     | 13 czerwca 1924   |
| minister zdrowia                               | Herbert Pratten    | NPA           | 13 czerwca 1924  | 16 stycznia 1924  |
| minister zdrowia                               | Neville Howse      | NPA           | 16 stycznia 1924 | 14 listopada 1925 |
| minister robót publicznych i kolei             | Percy Stewart      | CP            | 9 lutego 1923    | 8 sierpnia 1924   |
| minister robót publicznych i kolei             | William Hill       | CP            | 8 sierpnia 1924  | 14 listopada 1925 |
| minister obrony                                | Eric Bowden        | NPA           | 9 lutego 1923    | 16 stycznia 1925  |
| minister obrony                                | Neville Howse      | NPA           | 16 stycznia 1925 | 14 listopada 1925 |
| minister rynków i migracji                     | Victor Wilson      | NPA           | 16 stycznia 1925 | 14 listopada 1925 |
| wiceprzewodniczący Federalnej Rady Wykonawczej | Llewellyn Atkinson | CP            | 9 lutego 1923    | 14 listopada 1925 |
| ministrowie bez teki                           | Victor Wilson      | NPA           | 9 lutego 1923    | 16 stycznia 1925  |
| ministrowie bez teki                           | Thomas Crawford    | NPA           | 14 lutego 1923   | 14 listopada 1925 |